# Districtul Al Kufrah
Al Kufrah este un district în Libia. Acest district are 51.433 locuitori și o suprafață de 483.510 km².